# Melanodolius niger
Melanodolius niger là một loài tò vò trong họ Ichneumonidae.